# Castell de Maians
El Castell de Maians és un castell del municipi de Castellfollit del Boix (Bages) declarat bé cultural d'interès nacional.

## Descripció
S'hi poden observar algunes "fileres" d'opus spicatum", tres cisternes circulars i una boixa o sortida de cup. Les cantonades dels murs que queden dempeus són de carreus regulars mentre que les restes de parament són de pedres més irregulars. Al costat de les restes de l'edifici es troba un cup circular i també les restes de l'antiga església romànica de Sant Andreu de Maians.

## Història
És un castell termenat documentat el 927. Fou senyoriu jurisdiccional del Monestir de Sant Benet de Bages. En la crònica de lacta de consagració del monestir s'esmenta (927). El lloc de Maians és documentat el 924 com la Guardiola de Sala o fortalesa que havia construït l'aprisiador del terme, anomenat Sala, i que fou el fundador del monestir de Sant Benet de Bages.